# Lodovico Agostini
Lodovico Agostini (né en 1534 à Ferrare, en Émilie-Romagne et mort dans la même ville le 20 septembre 1590) est un chanteur, compositeur, prêtre et érudit italien de la Renaissance.  Il fut associé de près à la cour d'Este à Ferrare, et fut l'un des représentants les plus doués du style séculaire progressiste qui s'y développa à la fin du XVIe siècle.

## Biographie
Lodovico Agostini entre dans les ordres et devient maître de chapelle d'Alphonse II d'Este, duc de Ferrare. Il a écrit des œuvres vocales sacrées et profanes. Il fut aussi professeur de composition de Guillaume de Mantoue, auquel il dédia un livre de madrigaux.